# Clubiona bandoi
Clubiona bandoi är en spindelart som beskrevs av Hayashi 1995. Clubiona bandoi ingår i släktet Clubiona och familjen säckspindlar. Inga underarter finns listade i Catalogue of Life.